# Homöoboxprotein DLX-5
Das Homöobox-Protein DLX-5 ist ein Protein, für welches das bei Menschen vorhandene DLX5-Gen codiert.

## Funktion
Das Gen ist den Drosophila-„Distal-less“-Genen (DLX) sehr ähnlich. Die „Distal-less“ (Dlx)-Genfamilie umfasst mindestens sechs verschiedene Elemente, DLX1–DLX6. Das codierte Protein hat eine Funktion bei der Knochenentwicklung und bei Frakturheilungen. Mutationen in dem Gen, das in einer Konfiguration mit anderen Vertretern der Genfamilie auf dem langen Arm von Chromosom 7 vorkommt, können mit einer Fehlbildung („split-hand/split-foot“) verbunden sein.

## Interaktion
DLX5 wies Protein-Protein-Interaktionen bei DLX2, MSX1 und Msh homeobox 2 auf.

## Mutation
Mutationen im DLX5Gen sind an der Ektrodaktylie beteiligt.